# Laticauda semifasciata
Laticauda semifasciata är en ormart som beskrevs av Reinwardt 1837. Laticauda semifasciata ingår i släktet Laticauda och familjen giftsnokar och underfamiljen havsormar. Inga underarter finns listade i Catalogue of Life.
Denna orm förekommer i havet vid sydöstra Kina, Taiwan, Filippinerna och Ryukyuöarna (Japan). Några exemplar hittades dessutom längre söderut vid ön Pulau Damar som tillhör Moluckerna (Indonesien). Individerna vistas nära kusterna och nära korallrev. De har främst fiskar av familjerna Emmelichthyidae, kirurgfiskar och frökenfiskar som föda. Honor besöker landet för att lägga ägg. Vid ett tillfälle hittades ägg av flera honor i samma grotta.